# Онгар
Онга́р (каз. Оңғар) — село у складі Хромтауського району Актюбінської області Казахстану. Входить до складу Донського сільського округу.
У радянські часи село називалось Сусановка.
Населення — 379 осіб (2021; 387 у 2009, 602 у 1999, 879 у 1989).